# 大荆溪

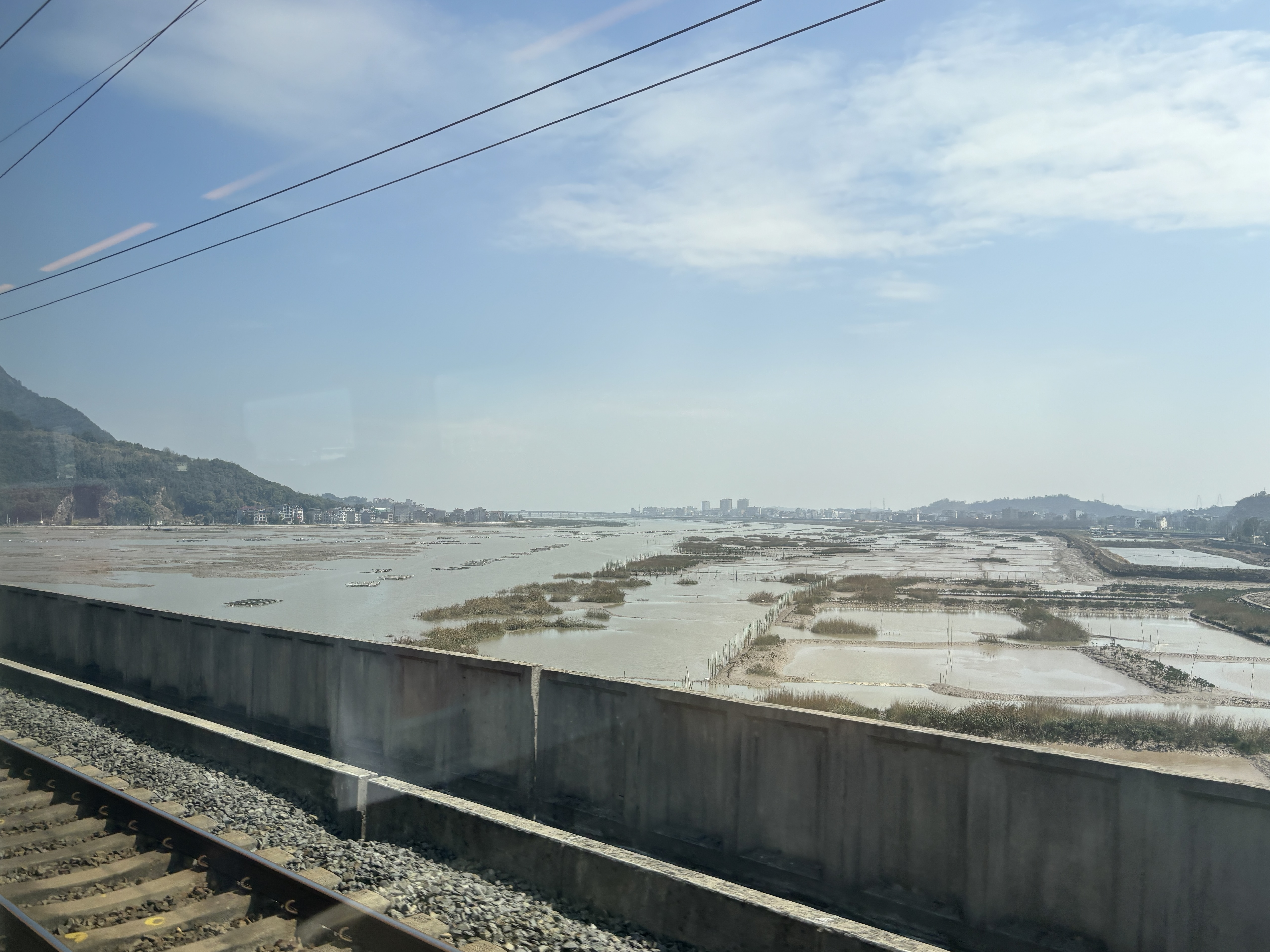
大荆溪入海口

大荆溪位于中华人民共和国浙江省东南沿海的一条河流，发源于台州市黄岩区西南与乐清市、永嘉县交界处的仰天坪东麓，蜿蜒向东南，流经黄岩区上垟乡毛岙村、乐清市仙溪镇福溪村、福溪水库、高塘村、北閤村、双溪村、卓屿村、大荆镇閤口村、龙滩村、珠岭村、田岙村、云泽社区、花坦村、蒲湾村等地，于大荆镇盛家塘村注入东海乐清湾。河长30.6千米，流域面积330平方千米，年均径流量4.35亿立方米。流域地处浙江省暴雨中心之一，2004年8月中旬，受强台风云娜影响，流域内的雨量站曾测得浙江省历史实测最大点雨量记录。